# Spagna ai XVI Giochi olimpici invernali
La Spagna partecipò ai XVI Giochi olimpici invernali, svoltisi ad Albertville, Francia, dall'8 al 23 febbraio 1992, con una delegazione di 17 atleti impegnati in quattro discipline.

## Medaglie
| Medaglia | Atleta                 | Sport      | Evento                    |
| -------- | ---------------------- | ---------- | ------------------------- |
| Bronzo   | Blanca Fernández Ochoa | Sci alpino | Slalom speciale femminile |